# Större tåtelsmygare
Större tåtelsmygare (Thymelicus sylvestris) är en fjärilsart som tillhör släktet Thymelicus, och familjen tjockhuvuden. 
Vingspannet är 23-28 millimeter. Arten trivs på ängsmarker och är spridd över hela Europa upp till Danmark och Brittiska öarna.

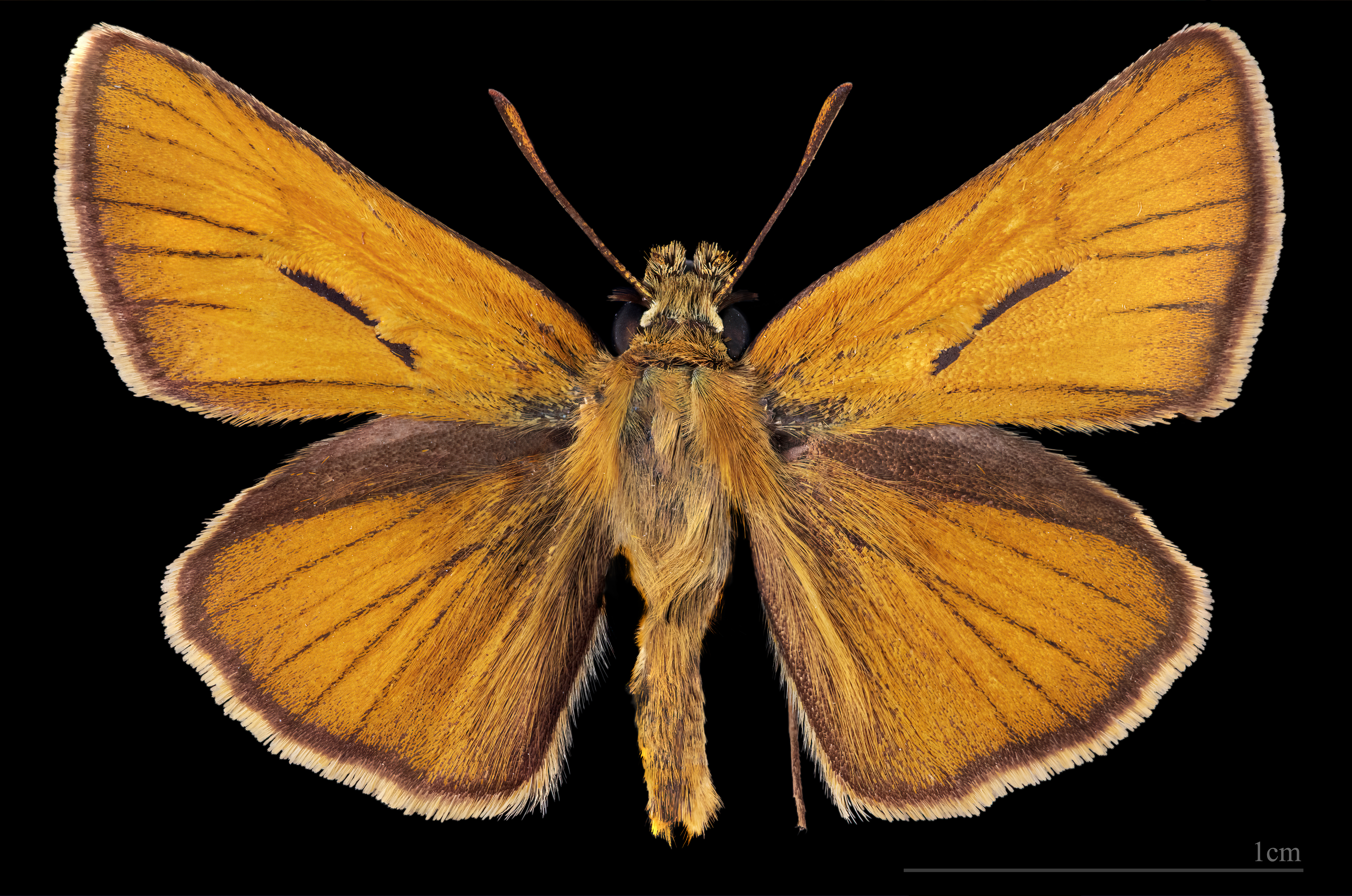
Thymelicus sylvestris ♂
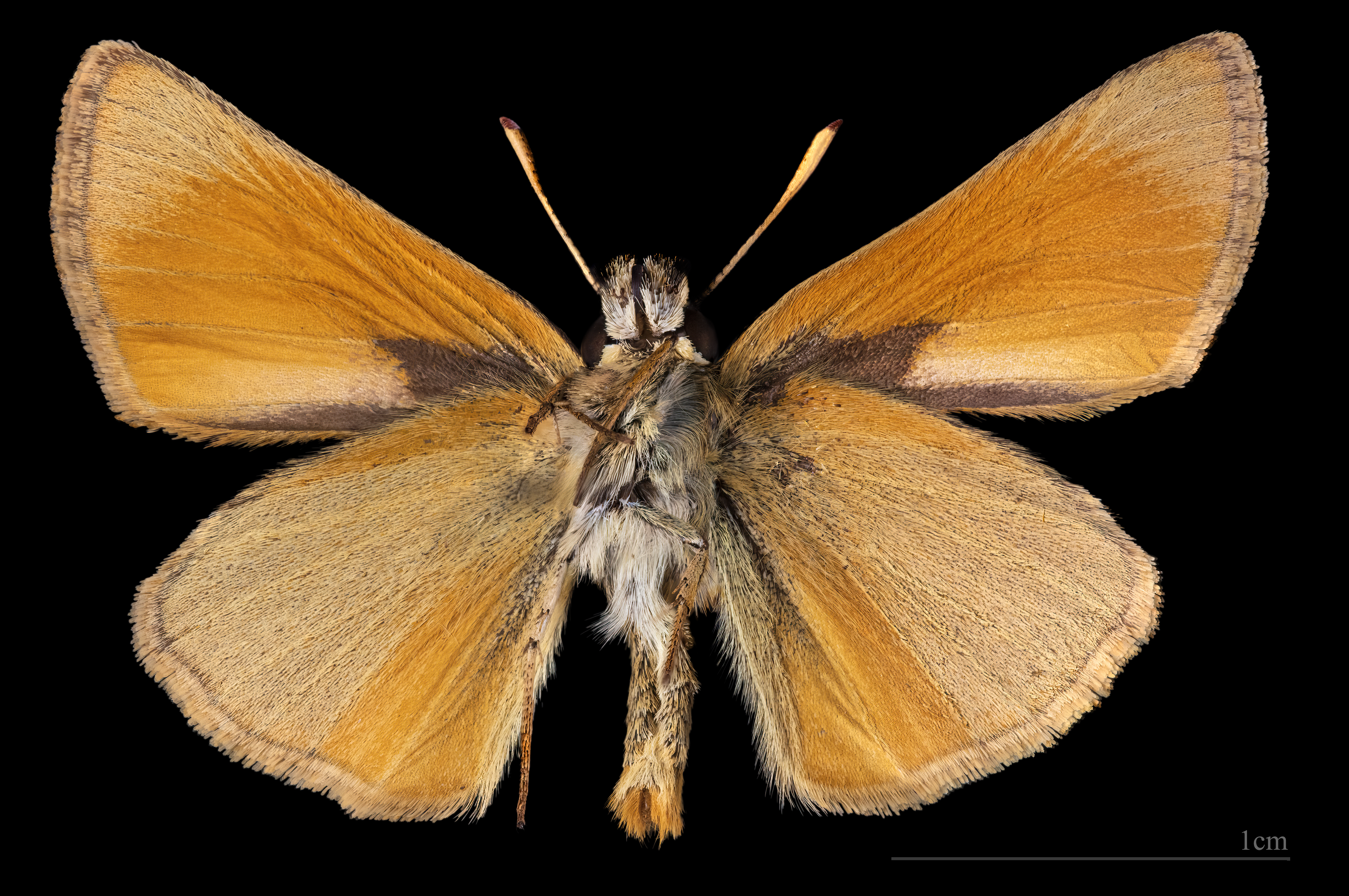
♂ △